# Stomatodexia similigena
Stomatodexia similigena är en tvåvingeart som beskrevs av Wulp 1891. Stomatodexia similigena ingår i släktet Stomatodexia och familjen parasitflugor. Inga underarter finns listade i Catalogue of Life.